# عثمان آباد
عثمان آباد (بالهندية: उस्मानाबाद) هي مدينة، في الهند، تقع في Osmanabad taluka ‏، هي عاصمة منطقة عثمان أباد، بلغ عدد سكانها 112,085 نسمة، رمزها البريدي هو 413501.